# Vente de la Louisiane
 (août 2017).
Améliorez-le ou discutez des points à vérifier. 
1803–1804
Entités précédentes :
- Louisiane (Nouvelle-France)

Entités suivantes :
- District de Louisiane
- Territoire d'Orléans

La vente de la Louisiane (en anglais : Louisiana Purchase « l'achat de la Louisiane ») est la cession en 1803 par la France – alors dirigée par Napoléon Bonaparte – de plus de 828 000 milles carrés (2 145 000 km2) de territoire aux États-Unis au prix de 3 cents par acre, soit plus de 15 millions de dollars, ou 80 millions de francs français au total, somme équivalente à 381 millions de dollars d'aujourd'hui[Information douteuse] ,. Talleyrand, le Marquis de Barbé-Marbois, Alexander Baring (Barings Bank) et Pierre César LaBouchère (Hope & Co) ont été impliqué dans la vente de la Louisiane aux États-Unis.
Ce territoire représente 22,3 % de la superficie actuelle des États-Unis (et 27,2 % des États-Unis contigus). En effet, la colonie française de Louisiane comprend beaucoup plus de territoires que l'État actuel de Louisiane. Les territoires vendus incluent des parties situées à l'ouest du fleuve Mississippi dans l'Arkansas, le Missouri, l'Iowa, et le Minnesota actuels, des parties du Dakota du Nord, le Dakota du Sud, le Nebraska, des parties du Nouveau-Mexique, du Nord du Texas, l'Oklahoma, le Kansas, des portions du Montana, du Wyoming, et la partie du Colorado située à l'est des montagnes Rocheuses, des portions au sud des provinces canadiennes actuelles du Manitoba, de la Saskatchewan et de l'Alberta situées dans le bassin fluvial de la rivière Missouri, et la Louisiane actuelle de part et d'autre du Mississippi, incluant la ville de La Nouvelle-Orléans. C'est un événement important de l'histoire des États-Unis puisqu'il marque le début de la conquête de l'Ouest.
Sa population totale, hors Amérindiens, est alors d'environ 60 000 habitants, dont la moitié de Noirs.

## Préalable: l'achat secret de Bonaparte en 1800

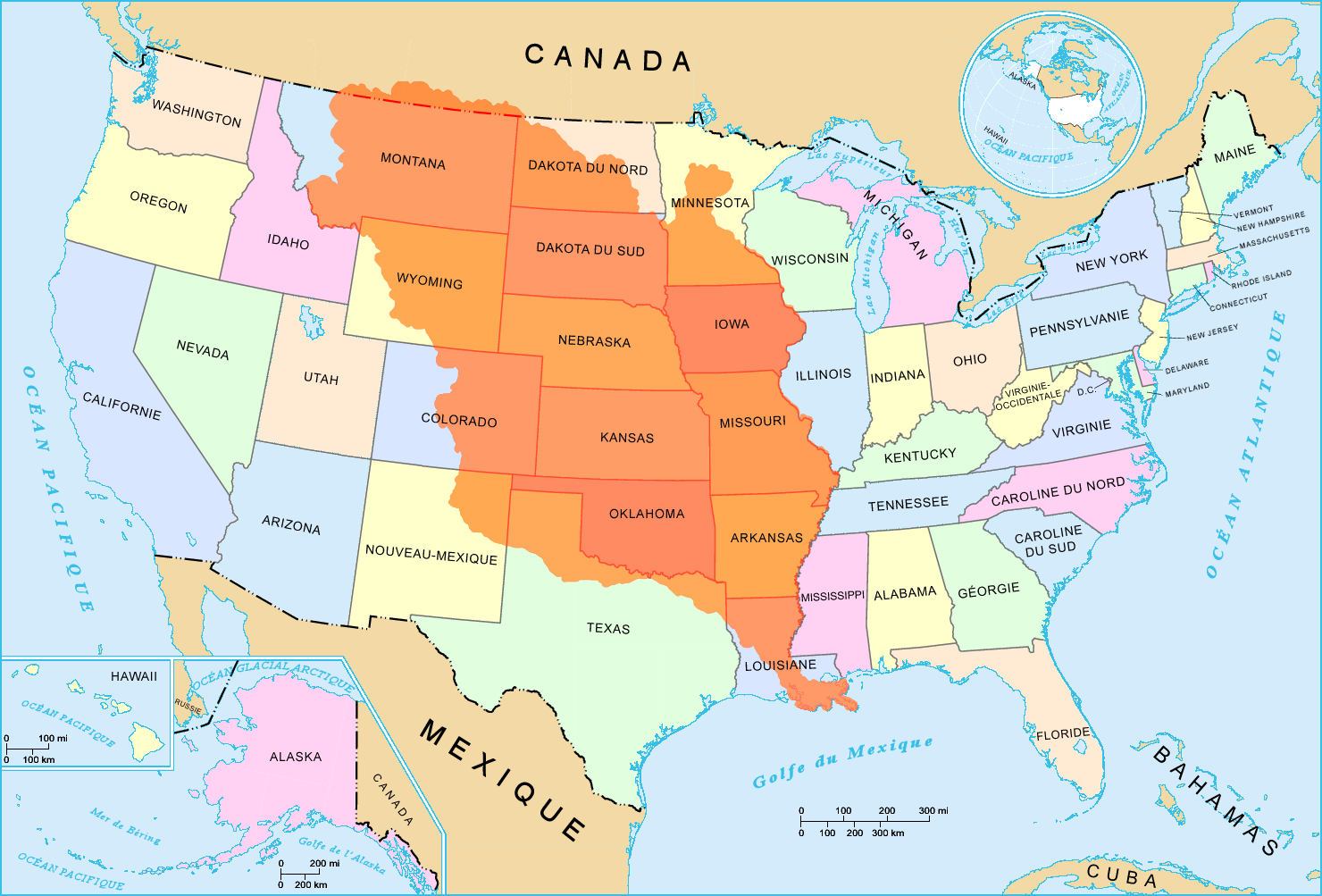
Le territoire vendu dépasse les 2 millions de kilomètres carrés.

En cinq ans, la France a obtenu deux concessions majeures de l'Espagne : la partie orientale de Saint-Domingue, par le traité de Bâle en 1795, et la Louisiane en 1800, par le traité secret de San Ildefonso. Les deux traités, signés par un Empire espagnol en difficulté, ne sont pas appliqués. L'Espagne a aussi cédé tout le nord du Mississippi aux États-Unis en 1795, par souci de ne pas se faire d'ennemi, car l'Angleterre convoite ses colonies d'Amérique du Sud.
La France et l'Espagne sont alors toutes deux fragilisées, même si les Français ont obtenu des succès militaires[réf. nécessaire]. Leurs empires coloniaux sont confrontés à des révoltes, leurs gouvernements instables[réf. nécessaire]. Côté anglo-saxon, la situation politique, clarifiée, facilite l'éclosion d'une industrie. Les succès des premiers entrepreneurs du coton britannique dopent les cours du coton et la spéculation sur les terres de l'Ouest des États-Unis[réf. nécessaire].
En cédant la Louisiane à Bonaparte, l'Espagne espérait reprendre les choses en main à Saint-Domingue, mais c'est Toussaint Louverture, en pleine révolution haïtienne, qui agit le premier en s'emparant de la partie orientale de l'île en janvier 1801, obligeant les planteurs espagnols à fuir vers Cuba. L'expédition de Saint-Domingue, dont l'échec entraînera le renoncement à la Louisiane, est un quitte ou double. Elle est conçue comme une base d'approvisionnement en bois et produits alimentaires, de Saint-Domingue qui produisait en 1789 la moitié du coton et du café mondial et plus du tiers du sucre.
De plus, le contenu du traité secret de San Ildefonso a transpiré, et le retour en force potentiel de la France dans le golfe du Mexique inquiète les Américains. Au point que le pourtant francophile Jefferson déclare que si la France prenait possession à nouveau de la Louisiane, il n'aurait pas d'autre choix que de se jeter dans les bras de l'Angleterre.

## Contexte: la nouvelle vocation du Mississippi
La Nouvelle-Orléans contrôle le fleuve Mississippi, qui joue déjà un rôle important dans le transport des produits agricoles entre les régions de l'Ouest des Appalaches et la côte est. Elle représente aussi un débouché potentiel sur le golfe du Mexique, ce dont manque cruellement la jeune république américaine. Grâce au traité de Madrid conclu en 1795 avec l'Espagne, les marchands américains disposent déjà d'un « droit de dépôt » de leurs marchandises, créant une zone franche de La Nouvelle-Orléans.
Après l'armistice du 30 mars 1798, durant la révolution haïtienne, les réfugiés français de Saint-Domingue en Amérique commencent à affluer dans le Natchez District et à La Nouvelle-Orléans. L'histoire de la culture du coton vient d'être bouleversée par l'invention d'Eli Whitney, le cotton gin. Le négociant Daniel Clark en fait la promotion auprès des planteurs du Natchez District, dont la production quadruple en deux ans.
Pour tenter d'attirer les colons français, Daniel Clark et les Espagnols activent en 1798 la zone franche de la Nouvelle-Orléans. Mais la majorité des colons, anglophones, arrivés dans les années 1788 à 1790, aspirent à une situation politique stable, sur fond de spéculations sur le traité de San Ildefonso, resté secret : la Louisiane reste entre les mains espagnoles jusqu'à une prise de possession par les Français qui reste à organiser. Le président Thomas Jefferson estime que la meilleure façon d'assurer l'accès au Mississippi est d'acheter La Nouvelle-Orléans : il envoie Robert R. Livingston et James Monroe à Paris pour en négocier l'achat.

## Première mission pour Livingston, pris par une autre affaire: acheter seulement La Nouvelle-Orléans

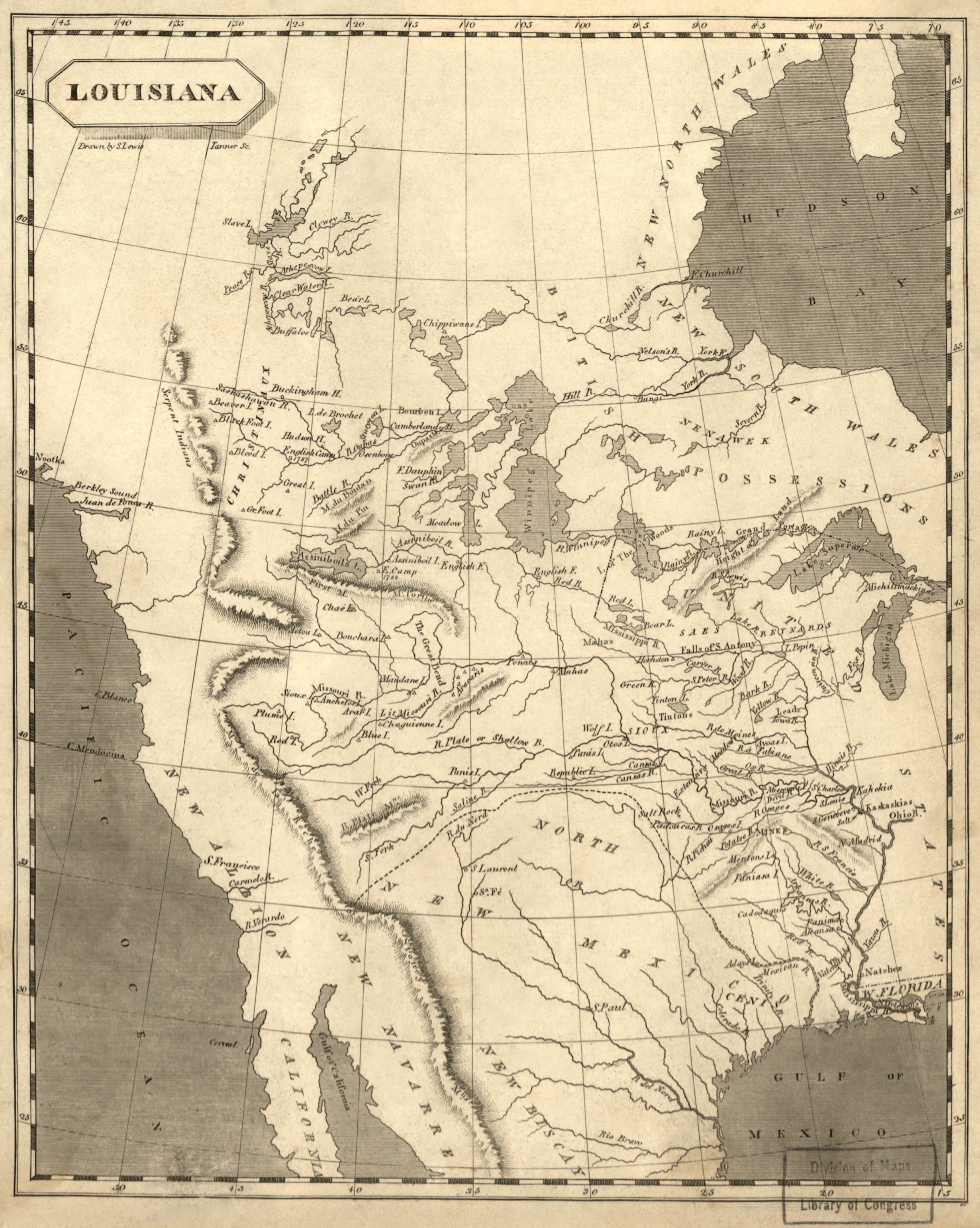
La Louisiane française vue par les États-Unis.

La première mission des deux envoyés est d'acheter seulement La Nouvelle-Orléans. Mais ils essuient un refus français.
Robert R. Livingston est par ailleurs associé, à titre privé, à un contrat d'approvisionnement des 35 000 soldats français de l'expédition de Saint-Domingue par une entreprise basée à Wilmington, dans le Delaware, qui vient d'être fondée par Éleuthère Irénée du Pont de Nemours et son père Pierre Samuel du Pont de Nemours, qui deviendra la multinationale DuPont. Le principal financier est Pierre de Bauduy de Bellevue, dont le frère, Louis Alexandre Amélie Bauduy, est capitaine dans l'expédition de Saint-Domingue.
Le consul de France à Washington, Louis-André Pichon, y voit un conflit d'intérêts manifeste : en cas de réussite de l'expédition de Saint-Domingue, le premier consul Bonaparte sera moins enclin à la vente de la Louisiane. Les actifs de la société sont transférés à sa branche parisienne et une nouvelle société créée par l'autre fils, Victor Marie du Pont de Nemours, pour exécuter le contrat. Le père, Pierre Samuel du Pont de Nemours, se concentre sur ses talents de diplomate.

## Nouvelle idée, proposée par Samuel du Pont de Nemours: acheter tout le territoire à l'ouest
Résidant aux États-Unis, Pierre Samuel du Pont de Nemours est en étroites relations avec le président Thomas Jefferson, qui l'autorise à se lancer dans une diplomatie parallèle avec Bonaparte, que Nemours rencontre lors de son voyage en France en 1802. C'est lui qui propose à Bonaparte une transaction beaucoup plus importante : céder aux États-Unis toute la Louisiane, y compris les immenses territoires de l'Ouest.
Le 25 avril 1802 est rédigée une lettre de Thomas Jefferson à Pierre Samuel du Pont de Nemours au sujet de leur négociation sur une vente de la Louisiane dans sa totalité.
Jefferson affiche une certaine méfiance pour cette idée : acheter toute la Louisiane implique de reconnaître à la France des droits sur l'ouest du continent. Il précise que les présidents ne sont pas compétents pour une telle négociation, car ce n'est pas spécifié dans la constitution des États-Unis. Côté français, Talleyrand est aussi très hostile à ce projet qui, selon lui, réduirait à néant les plans français de colonisation de l'Amérique du Nord.
Mais l'idée de doubler la taille du pays séduit quand même Thomas Jefferson, qui est aussi une figure de ce qu'on appelle le parti français à Washington, et dont la nouvelle clientèle électorale est au sud et à l'ouest. Coloniser l'ouest des États-Unis, y développer la culture du coton, est susceptible de donner une majorité durable au Parti républicain-démocrate, plus favorable à l'esclavage et à la conquête de l'Ouest, alors que les fédéralistes tablent plutôt sur l'industrialisation de la Nouvelle-Angleterre, leur bastion électoral.
Bonaparte va présenter la vente de toute la Louisiane comme un geste de bonne volonté à l'égard des Américains, dans une stratégie d'encerclement du Royaume-Uni. Les historiens jugent probable qu'il ait ainsi tenté de les encourager à participer au Blocus continental. Bonaparte craint que la Grande-Bretagne, maîtresse des mers, ne profite d'un conflit en Europe pour s'emparer de la Louisiane et accroître ainsi sa puissance. Vendre la Louisiane aux États-Unis est le moyen de couper l'herbe sous le pied aux Anglais. Bonaparte fait aussi valoir aux Américains que l'accord leur permet d'éviter de s'impliquer dans le conflit franco-britannique.
Le parti français à Washington de Thomas Jefferson est sensible à ces arguments, dans la ligne défendue dans les années 1790 pour prendre ses distances avec l'Angleterre, préoccupation politique qui est à la racine de la théorie de la destinée manifeste et de la conquête de l'Ouest, même s'il est encore trop tôt pour en faire un thème officiel de campagne électorale.
Durant toute cette période, les services secrets américains tiennent Jefferson au courant des activités militaires de Bonaparte. Le président américain axe sa stratégie sur la ruse : donner à Pierre Samuel du Pont de Nemours des informations que Robert R. Livingston ignore. Intentionnellement, il leur donne deux instructions contradictoires. L'un de ses coups les plus habiles est d'envoyer à nouveau James Monroe à Paris en 1803[réf. nécessaire]. Monroe avait été déclaré officiellement persona non grata lors de sa précédente mission à Paris, mais Jefferson le choisit à nouveau, pour signifier qu'il veut être pris au sérieux.

## Opposition des fédéralistes, dans les régions industrielles du Nord-Est
Battus lors de l'élection présidentielle américaine de 1800, les fédéralistes s'opposent à l'achat de la Louisiane, marquant leur préférence pour un rapprochement avec le Royaume-Uni, même s'ils veulent lui imposer des droits de douane. Par la convention commerciale tripartite de 1799, soutenant Toussaint Louverture, ils s'étaient fâchés avec le puissant groupe d'intérêt colonial français, qui entoure Bonaparte et l'aide dans son ascension.
L'opposition des fédéralistes américains relève de la crainte de voir les États-Unis changer de nature, moins de vingt ans après leur création, en développant à l'ouest et au sud une économie de plantation, basée sur des cultures de rente, dépendantes de l'exportation et du maintien de l'esclavagisme. La Nouvelle-Angleterre, bastion des sociétés abolitionnistes et des fédéralistes table plutôt sur une industrialisation, protégée par des barrières douanières, et susceptible de diminuer la dépendance aux importations. Étendre le territoire à l'ouest serait faire basculer la majorité du pays au profit des grands planteurs du sud. Les racines de tous les conflits qui suivront et amèneront la guerre de Sécession sont déjà là.
Pour les fédéralistes, l'achat est par ailleurs anticonstitutionnel, et cette énorme dépense n'éviterait pas un conflit avec l'Espagne. Un groupe de fédéralistes mené par le sénateur Timothy Pickering avance même l'idée d'une confédération du Nord et en propose la présidence au vice-président Aaron Burr, pourvu que New York se joigne à la sécession. Alexander Hamilton, s'oppose aussi à l'achat. L'hostilité entre Burr et lui, qui s'accroît encore lors des élections de 1801, aboutit au duel au cours duquel il perd la vie.

## Bonaparte confronté à une nouvelle donne dans la Caraïbe

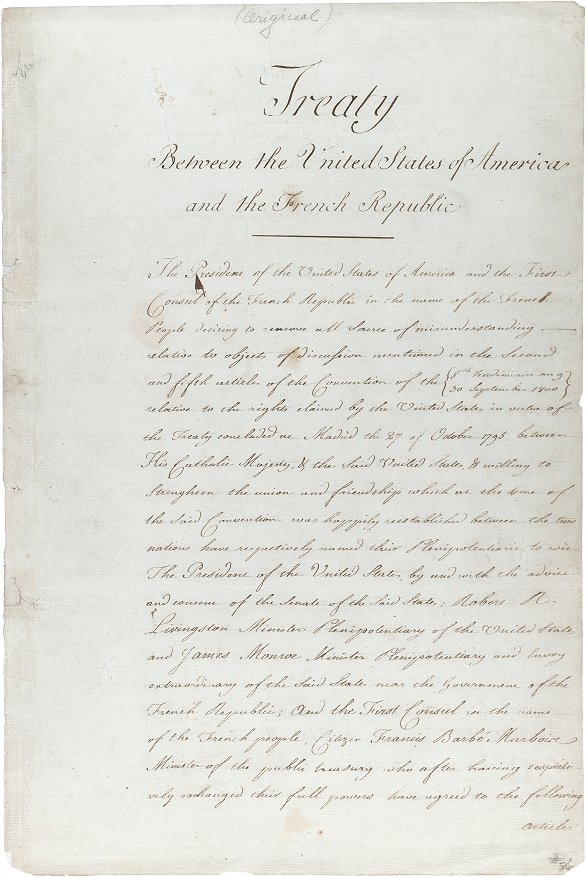
Le traité original de la vente de la Louisiane, conservé aux National Archives à Washington D.C.

Dès mars 1802 l'expédition de Saint-Domingue, qui représente le dernier épisode de la révolution haïtienne, souffre de l'opposition des généraux français de la colonie et de difficultés d'approvisionnement. Le corps expéditionnaire commandé par le capitaine-général Charles Leclerc, beau-frère de Bonaparte, est plus que décimé par la fièvre jaune. Fin mars, il a déjà perdu 5 000 hommes. Le maintien de l'esclavage dans les colonies restituées par la paix d'Amiens, du 30 floréal an X, 20 mai 1802, fait craindre un retour de l'esclavage à Saint-Domingue qui n'était pas concerné par ce traité, et fait basculer la population dans une opposition définitive au corps expéditionnaire.
Privé de moyens militaires en Amérique, Bonaparte affiche une nouvelle motivation : il recherche la paix avec le Royaume-Uni pour prendre possession de la Louisiane avant que les Britanniques ne s'en emparent. Mais le Royaume-Uni rompt sa promesse de la paix d'Amiens d'évacuer Malte au plus tard en septembre 1802. Début 1803 la reprise du conflit franco-britannique semble probable. Le 11 mars 1803, Bonaparte change même de stratégie : il fait construire une flottille en prévision de l'invasion du Royaume-Uni.
Ces rebondissements le conduisent finalement à abandonner ses projets d'Empire français au Nouveau Monde : le 11 avril 1803, le ministre français du Trésor, le marquis de Barbé-Marbois, propose, cette fois officiellement, à Robert R. Livingston la vente non pas de la seule Nouvelle-Orléans mais de toute la Louisiane, depuis le golfe du Mexique jusqu'à la terre de Rupert, et du Mississippi aux Rocheuses.
Les négociateurs officiels des États-Unis se disent abasourdis par la proposition française : doubler la surface du territoire des États-Unis, pour 15 millions de dollars, soit onze fois plus que la transaction envisagée, deux millions de dollars pour la seule Nouvelle-Orléans. Avec un prix du kilomètre carré de seulement 7 dollars (ou 3 cents par acre). Mais James Monroe et Robert R. Livingston reconnaissent là une chance historique.
Sur les 80 millions de francs (15 millions de dollars) de vente de la Louisiane, 20 millions sont réservés au compte personnel de Talleyrand (ministre des Affaires étrangères). Et pour payer les 15 millions de dollars en une fois à Bonaparte, désireux de financer sa guerre contre l’Angleterre, les Américains doivent les emprunter à un taux de 6 % à la Barings, une banque anglaise.

## Émotion créée par le blocus surprise du Mississippi en 1802
Entre-temps, une coalition d'intérêts américains favorable à l'opération s'est mise en place. Le 16 juin 1802, Juan Ventura Morales, l'intendant espagnol, déclare son intention de suspendre la zone franche de La Nouvelle-Orléans. L'ambassadeur de France à Washington Louis-André Pichon (1771-1850) écrit au gouvernement américain pour tenter de le rassurer, mais le 1er octobre, l'intendant espagnol confirme que la zone franche est suspendue, déclenchant la colère des colons, puis des campagnes de presse enflammées. La polémique donne des arguments au Parti républicain-démocrate de Thomas Jefferson, élu lors de la présidentielle de novembre 1800.
Thomas Jefferson déclara dans un message du 22 décembre 1802 à la Chambre des représentants qu'il fallait garantir ce droit par « les moyens honorables et justes qui convenaient au caractère des États-Unis ». On ignorait alors si la France ne prétendrait pas assigner de nouvelles frontières à sa province, et faire revivre d'anciens titres contraires aux traités et aux intérêts des États-Unis.
L'historien américain Arthur P. Whitaker estime que la décision de fermer la zone franche a en réalité été prise au plus haut niveau, par le président Thomas Jefferson lui-même, pour faciliter la vente de la Louisiane, les États-Unis ayant obtenu au même moment la réparation aux dégâts des pirates français, par Bonaparte qui prend conscience des handicaps de l'expédition de Saint-Domingue, mais ne peut pas lâcher immédiatement son propre beau-frère, déjà en difficulté.

## Pour rallier la Nouvelle-Angleterre, réparer les dommages causés par les pirates français
Pour décider les Américains, il faut vaincre les résistances des marchands, banquiers et armateurs de la côte est, plutôt proche des Fédéralistes. Les Français font alors une proposition supplémentaire : signer un grand contrat de réparation aux dégâts des pirates français, pour 20 millions de francs, soit le quart du montant retiré par la France de la vente de la Louisiane, somme qui bénéficiera à l'élite commerçante de la côte est, jusqu'alors opposée aux Français, car elle commerce avec Saint-Domingue, en bénéficiant de la convention commerciale tripartite de 1799.
Ce type de réparation financière était envisagé, mais de façon floue, par le traité de Mortefontaine, signé trois ans avant, en 1800, pour tenter de mettre fin à la quasi-guerre, appelée aussi « guerre des pirates », entre les corsaires français et les navires de commerce américains approvisionnant l'île de Saint-Domingue lors de l'armistice du 30 mars 1798. Selon le consul américain à Saint-Domingue, Edward Stevens : « quelque 1 500 « pirates » embarqués sur trente-sept pinasses attaquaient les bâtiments marchands américains se rendant à Saint-Domingue ». Ces corsaires sont à l'origine de la piraterie des années 1800 dans la Caraïbe, qui vit de grands aventuriers comme Jean Lafitte ou Louis-Michel Aury devenir célèbres.
Les réparations des dommages causés par les corsaires français sont à sens unique, alors que le traité de Mortefontaine prévoyait des compensations réciproques. Elles comptent symboliquement pour les marchands et armateurs de la côte est, car les États-Unis n'ont pas de marine nationale, ce qui a conduit le 27 avril 1798 le Congrès à voter des crédits militaires pour acquérir six frégates destinées à protéger les navires de commerce battant pavillon des États-Unis tant contre les corsaires français que contre la piraterie du dey d'Alger et du bey de Tripoli.

## Signature du traité, soulagement pour Bonaparte et endettement des États-Unis

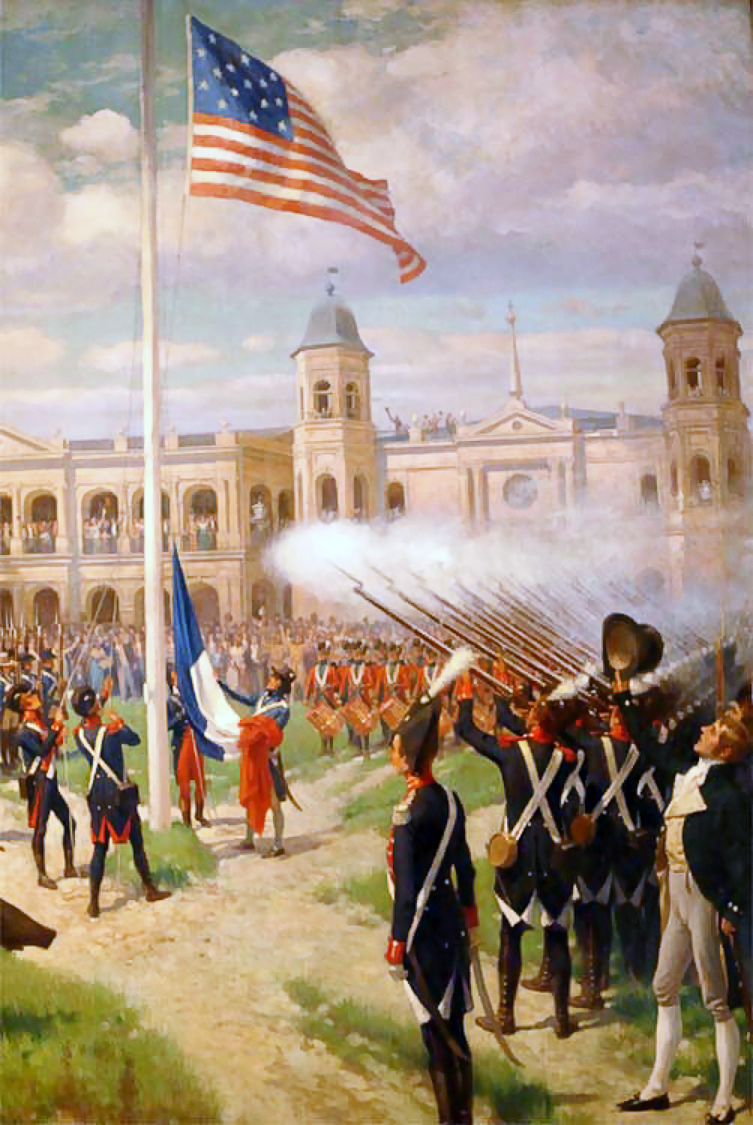
La bannière étoilée des États-Unis remplace le drapeau tricolore de la France sur la place d'Armes de la Nouvelle-Orléans.

La vente de la Louisiane est financée par la banque Barings via deux conventions financières qui se compensent partiellement. La première, du 30 avril 1803, organise le paiement de 60 millions de francs (11 250 000 dollars). La seconde dédommage pour 20 millions de francs (3 750 000 dollars) les citoyens américains victimes des corsaires français, par la perte de vaisseaux ou de cargaisons lors de la quasi-guerre entre 1798 et 1800, dans l'esprit du traité de Mortefontaine.
Cette manne permettra à Bonaparte devenu l'empereur Napoléon Ier de lever des troupes importantes, pour acquérir dans les années 1805-1807 la suprématie sur la majeure partie de l'Europe, l'Autriche et la Prusse étant battues.
Le 30 avril 1803, le traité est signé à Paris par Robert Livingston, James Monroe, Barbé-Marbois et Michael Ryan Toussaint. En plus, la vente a violé le traité de San Ildefonso de 1800 de plusieurs façons. Notamment, la France avait promis à l'Espagne que la Louisiane ne serait jamais vendue à une tierce partie. Bonaparte, Jefferson, Madison et les membres du Congrès tous le savaient au cours des débats concernant l'achat en 1803. Ils ont ignoré le fait que c'était illégal. L'Espagne a protesté vivement, et Madison a fait une tentative pour justifier l'achat au gouvernement espagnol, mais a été incapable de le faire de façon convaincante. D'après l'historien Henry Adams : « La vente de la Louisiane aux États-Unis était invalide ; si c'était un bien français, Bonaparte ne pouvait pas constitutionnellement l'aliéner sans l'assentiment des chambres du parlement français; si elle était propriété espagnole, il ne pouvait pas l'aliéner du tout ; si l'Espagne avait un droit de réclamation, sa vente était sans valeur. »
Les frères Bonaparte, Lucien et Joseph, étaient si indignés de cette vente qu'ils ont eu une sérieuse confrontation avec leur frère lorsqu'il prenait son bain aux Tuileries. Il se leva de son bain et lança une boîte de tabac par terre.
Les États-Unis ratifient le traité le 20 octobre et, le 31 octobre, autorisent le président Jefferson à prendre possession du territoire et à y établir un gouvernement militaire provisoire. On décide également d'organiser une mission d'exploration et de cartographie : l'expédition Lewis et Clark.
Le 30 novembre 1803, la France prend officiellement possession de la Louisiane après rétrocession des Espagnols. Puis la France remet La Nouvelle-Orléans aux États-Unis le 20 décembre 1803. Les lois du 31 octobre 1803 établissent la continuité de l'administration locale civile en prolongeant les usages acquis durant les périodes de souverainetés française et espagnole et autorisent le président à utiliser l'armée pour le maintien de l'ordre.

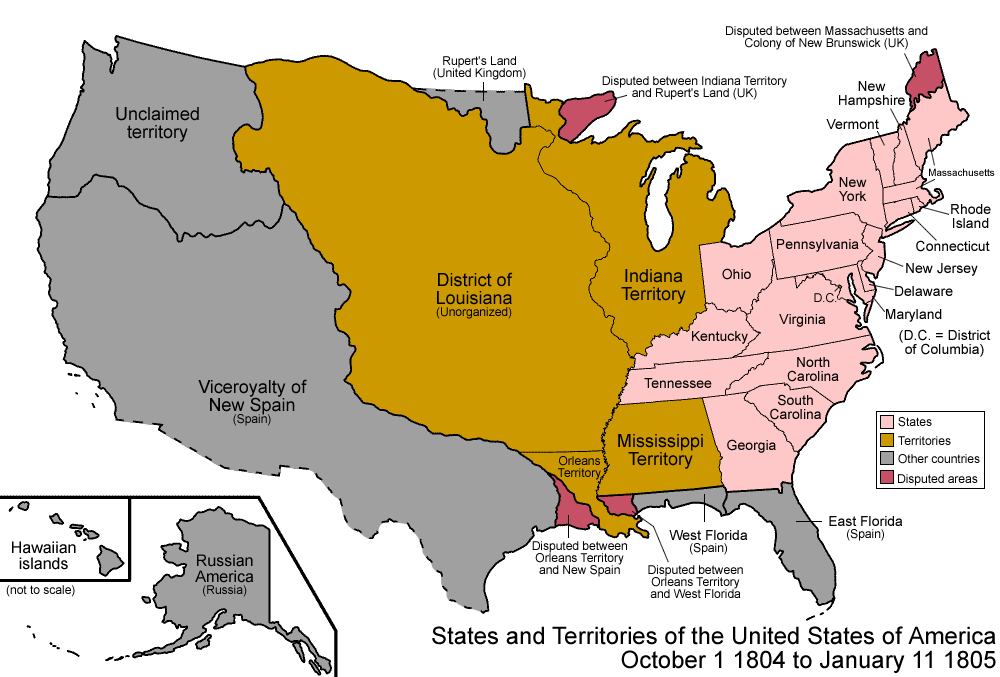
États et territoires des États-Unis d'Amérique (1804-1805).

Les 9 et 10 mars 1804, une cérémonie formelle dénommée journée des trois drapeaux, est conduite à Saint-Louis pour transférer le territoire de l'Espagne à la France puis de la France aux États-Unis. À compter du 1er octobre 1804, le territoire acquis devient officiellement un « territoire organisé » des États-Unis constitué du territoire d'Orléans (dont la majeure partie forme la Louisiane actuelle) et du district de Louisiane placé temporairement sous l'administration du territoire de l'Indiana. C'est en 1804 qu'est lancée l'expédition Lewis et Clark chargée d'explorer l'intérieur du continent et de trouver un passage vers l'océan Pacifique. Cette expédition se basera sur les descriptions du Journal de voyage dans le Haut Missouri rédigé par Jean-Baptiste Truteau un négociant et explorateur installé à Saint-Louis du Missouri.

## Conflit avec l'Espagne

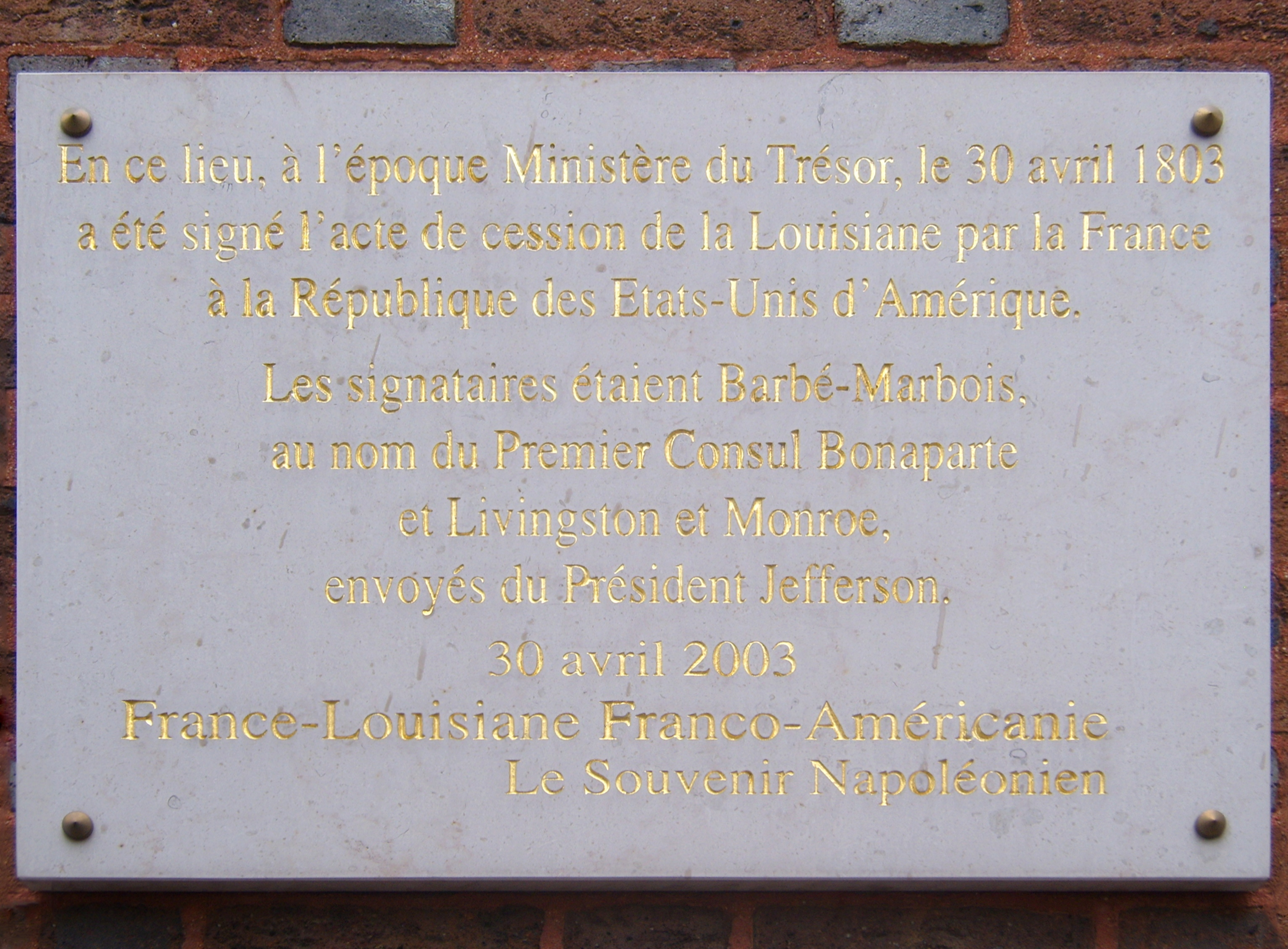
Plaque commémorative de la signature du traité à Paris.

L'achat de la Louisiane entraîne les États-Unis et l'Espagne dans une querelle sur les frontières du territoire acquis par les États-Unis.
Pour les Espagnols, la Louisiane ne va pas au-delà de la moitié occidentale des États actuels de Louisiane, Arkansas et Missouri.
De leur côté, les États-Unis revendiquent un territoire allant jusqu'au Río Grande et aux Rocheuses, ce que l'Espagne ne peut pas accepter, puisque cela englobe le Texas et la moitié du Nouveau-Mexique, tous deux colonies espagnoles.
L'Espagne dénonce par ailleurs une illégalité majeure : le traité de San Ildefonso (1800), maintenu secret, interdisait à la France de revendre la Louisiane à un État tiers. Elle ajoute que Bonaparte n'a pas tenu un autre engagement, celui du traité de San Ildefonso (1796), consistant à donner un royaume en Italie au beau-frère de Charles IV.
S'ajoute un désaccord sur la Floride occidentale, entre les fleuves Mississippi et Perdido. Les États-Unis affirment qu'elle fait partie de l'achat. L'Espagne estime qu'à l'est du Mississippi, seule La Nouvelle-Orléans est américaine. Les traités, flous sur la question, favorisent une intense spéculation foncière menée par le négociant Daniel Clark et le sénateur John Smith.
Tous deux envoient leurs agents immobiliers, les frères Kemper en Floride occidentale, qui organisent une agitation contre les Espagnols. Les États-Unis annexeront en 1810 la région, qu'on appelle aujourd'hui les « paroisses floridiennes » située entre le Mississippi et la rivière aux Perles. En 1812, le district de Mobile, correspondant à la région entre les rivières des Perles et Perdido, est annexé à son tour : il forme aujourd'hui les extrémités méridionales de l'Alabama et du Mississippi.
En 1819, par le traité d'Adams-Onís, l'Espagne cède aux États-Unis la totalité de la Floride et reconnaît comme frontières de la Louisiane, les rivières Sabine, Rouge et Arkansas et au nord le 42e parallèle.